# Черниговское воеводство
Черниговское воеводство (пол. Województwo czernihowskie) — административная единица Речи Посполитой в составе Малопольской провинции Королевства Польского (ныне территория Украины) с 1635 года до начала Освободительной войны украинского народа под предводительством Богдана Хмельницкого в 1648 году (технически оно существовало до 1654 года). Центром воеводства являлся город Чернигов.
Создано на основе Черниговских и Северских земель, которые оказались в составе Польши в 1618 году по Деулинскому соглашению, завершившему русско-польскую войну (1609—1618). Входило в состав Малопольской провинции польского региона Русь. Возглавлялось черниговскими воеводами. Сеймик воеводства собирался в Чернигове. Малое представительство в Сенате Речи Посполитой состояло из 2 сенаторов. Делилось на 2 повета (уезда) — Черниговский и Новгородский.
В 1633 году король Владислав IV наделил статутом Черниговское воеводство, тогда же утверждён герб — чёрный двуглавый орёл с вензелем короля на груди. На практике на польских картах XVIII века использовался иной герб — серебряный двуглавый орёл под короной на золотом щите и без вензеля.
После Зборовского договора 1649 года вошло в состав Гетманщины.
Окончательно ликвидировано в 1667 году по условиям Андрусовского мира. Территория воеводства вошла в состав Черниговского полка Войска Запорожского, зависело от Русского царства. Название воеводства продолжало употребляться в титулярных урядах шляхты Речи Посполитой (воевода черниговский, хорунжий черниговский и т. д.), что подчеркивало желание правящих слоев Речи Посполитой вернуть эти земли в её состав.

## История
Создание воеводства на территории Чернигово-Сиверщины, входившей в состав Речи Посполитой, происходило в течение нескольких лет. Завершающий этап пришелся на начало второй половины 1630-х годов, когда регион стал субъектом центральных судов высшей юрисдикции, в частности Коронного трибунала в Люблине.
Начало этого процесса пришлось на 1633 год, когда отвечая на требования шляхты, Коронный сейм принял решение о создании Черниговского повета и наделил его основными атрибутами шляхетского самоуправления. Успешное для Речи Посполитой завершения Смоленской войны и освобождения из-под московского контроля Новгород-Северского повета открыло возможность распространить поветное устройство и на эту часть Чернигово-Северской земли. Это было закреплено принятием сеймом 1635 года «Ординации Черниговского воеводства». Она устанавливала право для шляхты воеводства проводить сеймики, выбирать четырех послов на сейм, двух депутатов Коронного трибунала, вводила должность воеводы, позволяла работу в Чернигове и Новгороде-Северском гродских и земских судебных сессий, определила место представителей воеводства в сенате и посольской избе — после коллег из Перновского воеводства. Позже, во второй половине XVII века, за местным воеводой было закреплено 36-е место в Сенате среди воевод, а за каштеляном — 33-е среди больших каштелянов. Воеводству была предоставлена хоругвь красного цвета с белым двуглавым орлом в центре, увенчаным золотой короной. Такой же цвет придан конечностям орла. Черниговское воеводство в территориально-административном устройстве Речи Посполитой относилось к украинских воеводств (вместе с Киевским, Волынским, Брацлавским), в связи с чем на его территорию распространял свое действие Волынский устав — Второй Литовский устав с отличиями, вызванными особым статусом упомянутых воеводств в Речи Посполитой.
Следствием пограничного положения воеводства стало нераспространении на него запрета совмещения должностей в одном лице воеводы и старосты в одних руках. Кроме этого, по примеру киевского воеводы, местный воевода получал титул ещё и генерала, что несколько расширяло его военно-административные и полицейские полномочия. Фактически воеводство существовало до июня—июля 1648 года, когда на его территории казаки распространили свою власть. После заключения Белоцерковного перемирия в конце сентября 1651 года казаки должны были покинуть территорию воеводства, а их место занять королевская администрация и органы шляхетского самоуправления.
Лишь в конце октября черниговский полковник С. Пободайло под давлением Б. Хмельницкий согласился на передачу Чернигово-Сиверских земель Речи Посполитой. Фактически, королевские и шляхетские чиновники вернулись к выполнению возложенных на них функций в течение середины ноября — начала декабря 1651. Не утверждение Белоцерковского соглашения сеймом в феврале 1652 г. развязало гетману руки, а бесчинства правительственных подразделений весной этого года в Чернигово-Сиверщине радикализировало настроения местного населения, а победа под Батогом позволила казакам почувствовать вкус бывших и реальность новых побед над противником. Как следствие, в конце мая Б. Хмельницкий выдал универсал о мобилизации казаков по Днепру и поручил это С. Пободайлу. Восстановление казацкой власти в регионе произошло практически без сопротивления. Еще одна попытка руководства Речи Посполитой вернуть воеводство в состав государства приходится на конец 1663 — начало 1664 годов. Тогда произошла так называемая «заднепровская» экспедиция, возглавляемая лично королем Яном Казимиром. Двигаясь преимущественно междуречьем Остра и Десны войска Речи Посполитой дошли до Новгорода-Северского и Глухова, где соединились с литовскими подразделениями. Однако, ни Новгорода-Северского, ни Глухова им взять не удалось и они вынуждены были отступить с территории Чернигово-Сиверщины.
После этого уже не было попыток восстановить польско-литовскую власть над регионом и воеводство существовало лишь формально — назначались чиновники, выбирались на сеймиках во Владимире послы на сейм и депутаты на коронный трибунал. Так продолжалось вплоть до последнего раздела Речи Посполитой в 1795 г.